# 東京都下水道サービス
東京都下水道サービス株式会社（とうきょうとげすいどうサービス、英: TOKYO METROPOLITAN SEWERAGE SERVICE CORPORATION、略: TGS）は日本の下水道事業を行う会社である。
本社は東京都千代田区大手町の銭瓶町ビルディング。

## 概要
東京都などが出資する第三セクター会社である。
水再生センター等の下水道施設・下水道管路・資源化施設の維持管理及び施工管理、下水道に関する研究及び調査、下水道に関する研修等を主要事業としており、主たる委託者は東京都下水道局である。

## 沿革
- 1984年（昭和59年）8月1日 - 東京都千代田区大手町に東京下水道サービス株式会社創立
- 1999年（平成11年）9月 - ISO 9001認証取得
- 2022年（令和4年）7月25日 - 本社を銭瓶町ビルディングに移転[4]